# Gardun
Gardun falu Horvátországban Split-Dalmácia megyében. Közigazgatásilag Triljhez tartozik.

## Fekvése
Splittől légvonalban 24, közúton 35 km-re északkeletre, Sinjtől 14 km-re délkeletre, községközpontjától 1 km-re délre a Dalmát Zagora területén, a Sinji-mező délkeleti részén a Cetina jobb partján emelkedő azonos nevű hegyen fekszik.

## Története
A mai Trilj környéke a Cetina kanyonszerű völgyének átkelőhelyeként már ősidők óta fontos szerepet játszott a tengermellék és a szárazföld belseje közötti közlekedésben. Ezt a legrégebbi korokból származó régészeti leletek is igazolják. Az első ismert nép ezen a vidéken az illírek egyik törzse a dalmátok voltak, akik erődített településeiken laktak. Gardun a Tilurium alatti ősi illír településről Ardubáról kapta a nevét. A rómaiak i. e. 156-ban foglalták el a mai Dalmácia területét, de annak végleges bekebelezése a birodalomba évtizedekig tartó heves harcok és az utolsó dalmát felkelés leverése után csak 9-re sikerült. Ezt követően a rómaiak az itt állomásozó VII. legio részére a mai Gardun területén egy reprezentatív katonai tábort építettek, mely a Tilurium nevet kapta. Innen ellenőrizték ezt a stratégiai jelentőségű vidéket, főként a Cetina (Hippus) átkelőhelyét. A híd mellett fejlődött ki ezt követően Pons Tiluri település a mai Trilj elődje. Tiluriumot már az ókorban számos római szerző említi, köztük az 1. században élt Idősebb Plinius „Tribulium” alakban, de „Tilurio” néven szerepel a Tabula Peutingeriana nevű ókori térképen is. Területén már a 19. századtól kerültek elő régészeti leletek, főként feliratos kövek, de a szakszerű régészeti feltárás csak 1997-től indult meg. Ennek során feltárták a katonák hálókörleteit, a nyugati fal maradványait, a tábor délnyugati sarkában állt épületeket és az ezek mellett létesített ciszternát, valamint jelentős mozaik töredékek is előkerültek. A tábor valószínűleg a népvándorlás harcai során semmisült meg, a szomszédos Pons Tiluri helyén pedig létrejött Trilj városa. A mai Gardunt 1482-ben említi először a Poljicai statutum, amikor Duje Papalić poljicai gróf leírja Poljica határait. Itt többek között megemlíti, hogy a határ Gardun alatt a Cetinánál húzódik. A térség 1513-ban került török uralom alá, majd a település 1686-ban Triljjel és környékével együtt szabadult fel a török uralom alól. A falut a velencei uralom első éveiben telepítették be Poljicáról érkezett új keresztény lakossággal, akikkel papok is érkeztek. 1687-ben név szerint is említenek három glagolita papot, Frane Pavićot és Tadija Roguljićot Srijanéból és Jakov Stazićot Donji Dolacból. Rövidesen megalapították önálló plébániáját is, melynek plébánosa 1693-ban Pavao Žuljević, 1696-ban pedig Tadija Roguljić volt. A velencei uralomnak 1797-ben vége szakadt és osztrák csapatok vonultak be Dalmáciába. 1806-ban az osztrákokat legyőző franciák uralma alá került, de Napóleon lipcsei veresége után 1813-ban újra az osztrákoké lett. 1849-ben Gardun plébániáját már csak káplán vezette. 1858-ban megalapították a vojnić-garduni plébániát. Gardunnak 1857-ben 108, 1910-ben 224 lakosa volt. 1918-ban az új szerb-horvát-szlovén állam, majd később Jugoszlávia része lett. 1934 és 1937 között a lebontott régi templom helyére felépítették Vojnić új plébániatemplomát és ezután ez lett a plébánia székhelye. A második világháború idején a Független Horvát Állam része lett. A háború után a szocialista Jugoszláviához került. 1991 óta a független Horvátországhoz tartozik. 2011-ben a településnek 83 lakosa volt.

## Lakosság
| Lakosság változása | Lakosság változása | Lakosság változása | Lakosság változása | Lakosság változása | Lakosság változása | Lakosság változása | Lakosság változása | Lakosság változása | Lakosság változása | Lakosság változása | Lakosság változása | Lakosság változása | Lakosság változása | Lakosság változása | Lakosság változása |
| ------------------ | ------------------ | ------------------ | ------------------ | ------------------ | ------------------ | ------------------ | ------------------ | ------------------ | ------------------ | ------------------ | ------------------ | ------------------ | ------------------ | ------------------ | ------------------ |
| 1857               | 1869               | 1880               | 1890               | 1900               | 1910               | 1921               | 1931               | 1948               | 1953               | 1961               | 1971               | 1981               | 1991               | 2001               | 2011               |
| 108                | 0                  | 178                | 207                | 237                | 224                | 0                  | 283                | 257                | 261                | 250                | 229                | 198                | 156                | 120                | 83                 |

## Nevezetességei
- Szent Péter apostol tiszteletére szentelt templomát 1693-ban építették. Ez az első templom még deszkából épült és zsúptető fedte. 1714-ben egy másik templomot építettek helyette, de ezt a török már a következő évben felgyújtotta. Ezután a templomot helyreállították és 1736-ban apszist építettek hozzá. 1741-ben elkészült a márvány oltár, majd 1795-ben elkészült a harangtorony, melyben egy harangot helyeztek el. Az 1898-as földrengésben az épület súlyosan megrongálódott, a tető beomlott a harang leesett. 1904-ben az épületet alapjaitól újjáépítették, ekkor kapta mai formáját harangtornyában két haranggal. 1943-ban a torony leomlott, helyette 1975-ben építettek új harangtornyot. Hosszúsága 12 méter, szélessége 6 méter. A templomnak két oltára van, a főoltár Szent Péter, a mellékoltár Szent Kelemen pápa tiszteletére van szentelve.
- Tilurium római katonai tábor maradványai.

## Galéria
- Gardun látképe a temetőből
- A templom falába beépített római sírkő
- Tilurium római katonai tábor romjai
- Tilurium romjai
- Feliratos kő Tiluriumból a Spliti régészeti múzeumban